# Белтно
Белтно (пол. Bełtno, нім. Boltenhagen) — село в Польщі, у гміні Свідвин Свідвинського повіту Західнопоморського воєводства.
Населення — 144 особи (2011).

## Демографія
Демографічна структура станом на 31 березня 2011 року:
|          | Загалом | Допрацездатний вік | Працездатний вік | Постпрацездатний вік |
| -------- | ------- | ------------------ | ---------------- | -------------------- |
| Чоловіки | 76      | 16                 | 56               | 4                    |
| Жінки    | 68      | 9                  | 41               | 18                   |
| Разом    | 144     | 25                 | 97               | 22                   |